# Сланцевый шифер
Натуральный шифер, природный шифер, сланцевый шифер, или просто сланец — штучный кровельный строительный материал, представляющий собой отдельную пластину, отколотую от глыбы горной породы — природного спрессованного камня глинистого сланца. В настоящее время используется редко.

## История
Природный материал для покрытия крыш стали использовать еще в Древнем Риме. Порода представляет собой камень с параллельным расположением вытянутых или пластинчатых материалов, которые легко раскалываются на пластины. Камень бывает черный, темно-серый, бурый с красным или зеленоватым отливом, в зависимости от примесей минералов в глине. Расщеплённые листы природного сланца были желобчатыми с верхними черепичками полукруглой формы.
Сланцевый шифер получил широкое распространение в Средневековье. Месторождения сланцев, пригодных для кровельного покрытия, имелись в Германии и в Испании, причём в Германии они располагались на большой глубине, что сильно удорожало стоимость добытого материала. Заготовка пластин производилась вручную, что тоже сказывалось на цене. Срок службы пластин составлял 100-150 лет, а в замке Эльц в Германии шиферная кровля стоит уже 250 лет.
Преимущество этого материала в том, что он самообновляется: верхние пластинки слущиваются и осыпаются, передавая функцию нижним слоям.

## Характеристики
В строительстве для кровельного покрытия применяют пластины природного шифера толщиной около 5 мм. Размеры таких пластин могут быть разными и обычно находятся в пределах от 20×15 до 60×30 см.
Натуральный шифер обычно имеет тёмно-серый цвет, но встречается шифер и с другими оттенками, например тёмно-красный или зелёный.
Этот материал очень прочный, экологически чистый, долговечный, срок службы около 100 лет. Плитки легко менять, однако при этом желательно применять для ремонта плитки из того же месторождения, чтобы они не отличались по цвету.
Плотность сланцев составляет примерно 2,7—2,8 г/см³, их пористость 0,3—3 %, а предел прочности при сжатии 50—240 МПа.

## Месторождения сланцевых пород
- Кавказ
- Урал
- Алтайский край[5]
- Германия
- Франция
- Испания (добывается открытым способом)